# The Script/Diskografie
Diese Diskografie ist eine Übersicht über die musikalischen Werke der irischen Pop-Rock-Gruppe The Script. Den Quellenangaben und Schallplattenauszeichnungen zufolge hat sie bisher mehr als 27,4 Millionen Tonträger verkauft, davon alleine in ihrer Heimat über 190.000. Ihre erfolgreichste Veröffentlichung ist die Single Hall of Fame mit über 7,2 Millionen verkauften Einheiten. Diese avancierte alleine in Deutschland zum Millionenseller, womit sie zu einer der meistverkauften Singles des Landes der 2010er-Jahre zählt.

## Alben

### Studioalben
| Jahr | Titel Musiklabel                             | Höchstplatzierung, Gesamtwochen, AuszeichnungChartplatzierungen (Jahr, Titel, Musiklabel, Platzierungen, Wochen, Auszeichnungen, Anmerkungen) | Höchstplatzierung, Gesamtwochen, AuszeichnungChartplatzierungen (Jahr, Titel, Musiklabel, Platzierungen, Wochen, Auszeichnungen, Anmerkungen) | Höchstplatzierung, Gesamtwochen, AuszeichnungChartplatzierungen (Jahr, Titel, Musiklabel, Platzierungen, Wochen, Auszeichnungen, Anmerkungen) | Höchstplatzierung, Gesamtwochen, AuszeichnungChartplatzierungen (Jahr, Titel, Musiklabel, Platzierungen, Wochen, Auszeichnungen, Anmerkungen) | Höchstplatzierung, Gesamtwochen, AuszeichnungChartplatzierungen (Jahr, Titel, Musiklabel, Platzierungen, Wochen, Auszeichnungen, Anmerkungen) | Höchstplatzierung, Gesamtwochen, AuszeichnungChartplatzierungen (Jahr, Titel, Musiklabel, Platzierungen, Wochen, Auszeichnungen, Anmerkungen) | Anmerkungen                              |
| Jahr | Titel Musiklabel                             | DE | AT | CH | UK | US | IE | Anmerkungen                              |
| ---- | -------------------------------------------- | --- | --- | --- | --- | --- | --- | ---------------------------------------- |
| 2008 | The Script Phonogenic (Sony BMG)             | DE32 (6 Wo.)DE | AT39 (6 Wo.)AT | CH16 (18 Wo.)CH | UK1 ×4Vierfachplatin · (146 Wo.)UK | US64 (49 Wo.)US | IE1 ×5Fünffachplatin · (199 Wo.)IE | Erstveröffentlichung: 8. August 2008     |
| 2010 | Science & Faith Phonogenic (Sony)            | DE40 (1 Wo.)DE | AT70 (1 Wo.)AT | CH15 (7 Wo.)CH | UK1 ×2Doppelplatin · (68 Wo.)UK | US3 (40 Wo.)US | IE1 ×5Fünffachplatin · (81 Wo.)IE | Erstveröffentlichung: 10. September 2010 |
| 2012 | #3 Phonogenic (Sony)                         | DE11 (8 Wo.)DE | AT18 (2 Wo.)AT | CH4 (11 Wo.)CH | UK2 ×2Doppelplatin · (57 Wo.)UK | US13 (7 Wo.)US | IE1 Platin · (122 Wo.)IE | Erstveröffentlichung: 7. September 2012  |
| 2014 | No Sound Without Silence Phonogenic (Sony)   | DE12 (4 Wo.)DE | AT11 (2 Wo.)AT | CH2 (14 Wo.)CH | UK1 Platin · (35 Wo.)UK | US10 (5 Wo.)US | IE1 (74 Wo.)IE | Erstveröffentlichung: 12. September 2014 |
| 2017 | Freedom Child Columbia Records (Sony)        | DE43 (1 Wo.)DE | AT61 (1 Wo.)AT | CH10 (4 Wo.)CH | UK1 Gold · (21 Wo.)UK | US58 (1 Wo.)US | IE1 (32 Wo.)IE | Erstveröffentlichung: 1. September 2017  |
| 2019 | Sunsets & Full Moons Columbia Records (Sony) | DE92 (1 Wo.)DE | — | CH28 (1 Wo.)CH | UK1 Gold · (17 Wo.)UK | — | IE1 (18 Wo.)IE | Erstveröffentlichung: 8. November 2019   |
| 2024 | Satellites BMG (BMG)                         | DE91 (1 Wo.)DE | — | CH67 (1 Wo.)CH | UK2 (1 Wo.)UK | — | IE1 (… Wo.)IE | Erstveröffentlichung: 16. August 2024    |

### Kompilationen
| Jahr | Titel Musiklabel                                             | Höchstplatzierung, Gesamtwochen, AuszeichnungChartplatzierungen (Jahr, Titel, Musiklabel, Platzierungen, Wochen, Auszeichnungen, Anmerkungen) | Höchstplatzierung, Gesamtwochen, AuszeichnungChartplatzierungen (Jahr, Titel, Musiklabel, Platzierungen, Wochen, Auszeichnungen, Anmerkungen) | Höchstplatzierung, Gesamtwochen, AuszeichnungChartplatzierungen (Jahr, Titel, Musiklabel, Platzierungen, Wochen, Auszeichnungen, Anmerkungen) | Höchstplatzierung, Gesamtwochen, AuszeichnungChartplatzierungen (Jahr, Titel, Musiklabel, Platzierungen, Wochen, Auszeichnungen, Anmerkungen) | Höchstplatzierung, Gesamtwochen, AuszeichnungChartplatzierungen (Jahr, Titel, Musiklabel, Platzierungen, Wochen, Auszeichnungen, Anmerkungen) | Höchstplatzierung, Gesamtwochen, AuszeichnungChartplatzierungen (Jahr, Titel, Musiklabel, Platzierungen, Wochen, Auszeichnungen, Anmerkungen) | Anmerkungen                           |
| Jahr | Titel Musiklabel                                             | DE | AT | CH | UK | US | IE | Anmerkungen                           |
| ---- | ------------------------------------------------------------ | --- | --- | --- | --- | --- | --- | ------------------------------------- |
| 2021 | Tales from the Script: Greatest Hits Columbia Records (Sony) | — | — | — | UK1 Platin · (55 Wo.)UK | — | IE1 (… Wo.)IE | Erstveröffentlichung: 1. Oktober 2021 |

### EPs
- 2008: We Cry (Remixes)
- 2008: iTunes Festival: London 2008
- 2010: iTunes Session
- 2011: iTunes Festival: London 2011
- 2018: Acoustic Sessions

## Singles

### Als Leadmusiker
| Jahr | Titel Album                                     | Höchstplatzierung, Gesamtwochen, AuszeichnungChartplatzierungen (Jahr, Titel, Album, Platzierungen, Wochen, Auszeichnungen, Anmerkungen) | Höchstplatzierung, Gesamtwochen, AuszeichnungChartplatzierungen (Jahr, Titel, Album, Platzierungen, Wochen, Auszeichnungen, Anmerkungen) | Höchstplatzierung, Gesamtwochen, AuszeichnungChartplatzierungen (Jahr, Titel, Album, Platzierungen, Wochen, Auszeichnungen, Anmerkungen) | Höchstplatzierung, Gesamtwochen, AuszeichnungChartplatzierungen (Jahr, Titel, Album, Platzierungen, Wochen, Auszeichnungen, Anmerkungen) | Höchstplatzierung, Gesamtwochen, AuszeichnungChartplatzierungen (Jahr, Titel, Album, Platzierungen, Wochen, Auszeichnungen, Anmerkungen) | Höchstplatzierung, Gesamtwochen, AuszeichnungChartplatzierungen (Jahr, Titel, Album, Platzierungen, Wochen, Auszeichnungen, Anmerkungen) | Anmerkungen                                           |
| Jahr | Titel Album                                     | DE | AT | CH | UK | US | IE | Anmerkungen                                           |
| --- | ----------------------------------------------- | --- | --- | --- | --- | --- | --- | ----------------------------------------------------- |
| 2008 | We Cry The Script                               | DE61 (9 Wo.)DE | — | CH56 (4 Wo.)CH | UK15 Silber · (18 Wo.)UK | — | IE9 (20 Wo.)IE | Erstveröffentlichung: 29. April 2008                  |
| 2008 | The Man Who Can’t Be Moved The Script           | DE28 Gold · (12 Wo.)DE | AT33 (11 Wo.)AT | CH17 (21 Wo.)CH | UK2 ×4Vierfachplatin · (81 Wo.)UK | US86 Platin · (6 Wo.)US | IE2 (47 Wo.)IE | Erstveröffentlichung: 25. Juli 2008                   |
| 2008 | Breakeven (Falling to Pieces) The Script        | DE71 Gold · (6 Wo.)DE | AT75 (1 Wo.)AT | CH66 (6 Wo.)CH | UK21 ×3Dreifachplatin · (44 Wo.)UK | US12 ×2Doppelplatin · (43 Wo.)US | IE10 (35 Wo.)IE | Erstveröffentlichung: 24. November 2008               |
| 2009 | Talk You Down The Script                        | — | — | — | UK47 (4 Wo.)UK | — | IE19 (5 Wo.)IE | Erstveröffentlichung: 16. März 2009                   |
| 2009 | Before the Worst The Script                     | — | — | — | UK96 (1 Wo.)UK | — | IE37 (9 Wo.)IE | Erstveröffentlichung: 20. Juni 2009                   |
| 2010 | For the First Time Science & Faith              | DE83 (1 Wo.)DE | — | CH37 (9 Wo.)CH | UK4 Platin · (23 Wo.)UK | US23 Platin · (29 Wo.)US | IE1 (15 Wo.)IE | Erstveröffentlichung: 20. August 2010                 |
| 2010 | Nothing Science & Faith                         | — | — | — | UK42 Silber · (9 Wo.)UK | US32 Gold · (20 Wo.)US | IE15 (13 Wo.)IE | Erstveröffentlichung: 19. November 2010               |
| 2011 | Science & Faith                                 | — | — | — | — | — | — | Erstveröffentlichung: 27. Mai 2011                    |
| 2012 | Hall of Fame #3                                 | DE2 ×2Doppelplatin · (36 Wo.)DE | AT1 Gold · (24 Wo.)AT | CH3 ×2Doppelplatin · (46 Wo.)CH | UK1 ×4Vierfachplatin · (49 Wo.)UK | US25 ×2Doppelplatin · (25 Wo.)US | IE1 (61 Wo.)IE | Erstveröffentlichung: 19. August 2012 feat. will.i.am |
| 2012 | Six Degrees of Separation #3                    | — | — | — | UK32 Silber · (8 Wo.)UK | — | IE25 (19 Wo.)IE | Erstveröffentlichung: 25. November 2012               |
| 2013 | If You Could See Me Now #3                      | DE45 (15 Wo.)DE | AT16 (17 Wo.)AT | — | UK20 Gold · (15 Wo.)UK | — | IE13 (10 Wo.)IE | Erstveröffentlichung: 4. März 2013                    |
| 2013 | Millionaires #3                                 | — | — | — | UK91 (3 Wo.)UK | — | IE74 (4 Wo.)IE | Erstveröffentlichung: 13. Juni 2013                   |
| 2014 | Superheroes No Sound Without Silence            | DE8 Platin · (23 Wo.)DE | AT9 (22 Wo.)AT | CH8 (25 Wo.)CH | UK3 ×2Doppelplatin · (27 Wo.)UK | US73 Gold · (9 Wo.)US | IE1 (40 Wo.)IE | Erstveröffentlichung: 21. Juli 2014                   |
| 2014 | No Good in Goodbye No Sound Without Silence     | — | — | CH69 (1 Wo.)CH | UK26 (5 Wo.)UK | — | IE62 (6 Wo.)IE | Erstveröffentlichung: 15. Oktober 2014                |
| 2017 | Rain Freedom Child                              | — | AT63 (3 Wo.)AT | CH87 (1 Wo.)CH | UK15 Platin · (17 Wo.)UK | — | IE13 (20 Wo.)IE | Erstveröffentlichung: 14. Juni 2017                   |
| 2019 | The Last Time Sunsets & Full Moons              | — | — | CH95 (1 Wo.)CH | UK32 Gold · (11 Wo.)UK | — | IE29 (10 Wo.)IE | Erstveröffentlichung: 20. September 2019              |
| 2019 | Something Unreal Sunsets & Full Moons           | — | — | — | — | — | — | Erstveröffentlichung: 1. November 2019                |
| 2020 | Run Through Walls Sunsets & Full Moons          | — | — | — | — | — | — | Erstveröffentlichung: 10. Januar 2020                 |
| 2020 | Something Unreal Sunsets & Full Moons           | — | — | — | — | — | — | Erstveröffentlichung: 6. März 2020                    |
| 2021 | I Want It All –                                 | — | — | — | — | — | — | Erstveröffentlichung: 27. August 2021                 |
| 2022 | Superheroes (Acoustic) –                        | — | — | — | — | — | — | Erstveröffentlichung: 11. März 2022                   |
| 2022 | Dare You To Doubt Me –                          | — | — | — | — | — | — | Erstveröffentlichung: 2. September 2022               |
| 2024 | Both Ways Satellites                            | — | — | — | — | — | — | Erstveröffentlichung: 17. Mai 2024                    |
| 2024 | At Your Feet Satellites                         | — | — | — | — | — | — | Erstveröffentlichung: 19. Juli 2024                   |
| Folgende Lieder erschienen nicht als Single, wurden aber durch das Album zum Download und Streaming bereitgestellt und konnten somit eine Platzierung erlangen: |                                                 | | | | | | |                                                       |
| |                                                 | | | | | | |                                                       |
| 2010 | You Won’t Feel a Thing Science & Faith          | — | — | — | — | — | IE48 (1 Wo.)IE |                                                       |
| 2014 | It’s Not Right for You No Sound Without Silence | — | — | — | UK49 (1 Wo.)UK | — | IE40 (1 Wo.)IE |                                                       |
| 2015 | Paint the Town Green No Sound Without Silence   | — | — | — | — | — | IE62 (1 Wo.)IE |                                                       |

### Als Gastmusiker
| Jahr | Titel Album           | Höchstplatzierung, Gesamtwochen, AuszeichnungChartplatzierungen (Jahr, Titel, Album, Platzierungen, Wochen, Auszeichnungen, Anmerkungen) | Höchstplatzierung, Gesamtwochen, AuszeichnungChartplatzierungen (Jahr, Titel, Album, Platzierungen, Wochen, Auszeichnungen, Anmerkungen) | Höchstplatzierung, Gesamtwochen, AuszeichnungChartplatzierungen (Jahr, Titel, Album, Platzierungen, Wochen, Auszeichnungen, Anmerkungen) | Höchstplatzierung, Gesamtwochen, AuszeichnungChartplatzierungen (Jahr, Titel, Album, Platzierungen, Wochen, Auszeichnungen, Anmerkungen) | Höchstplatzierung, Gesamtwochen, AuszeichnungChartplatzierungen (Jahr, Titel, Album, Platzierungen, Wochen, Auszeichnungen, Anmerkungen) | Höchstplatzierung, Gesamtwochen, AuszeichnungChartplatzierungen (Jahr, Titel, Album, Platzierungen, Wochen, Auszeichnungen, Anmerkungen) | Anmerkungen                                                   |
| Jahr | Titel Album           | DE | AT | CH | UK | US | IE | Anmerkungen                                                   |
| --- | --------------------- | --- | --- | --- | --- | --- | --- | ------------------------------------------------------------- |
| Folgende Lieder erschienen nicht als Single, wurden aber durch das Album zum Download und Streaming bereitgestellt und konnten somit eine Platzierung erlangen: |                       | | | | | | |                                                               |
| |                       | | | | | | |                                                               |
| 2014 | Goodbye Friend Listen | DE93 (1 Wo.)DE | — | — | — | — | — | Charteinstieg: 5. Dezember 2014 David Guetta feat. the Script |

## Videoalben
| Jahr | Titel Musiklabel               | Höchstplatzierung, Gesamtwochen, AuszeichnungChartplatzierungen (Jahr, Titel, Musiklabel, Platzierungen, Wochen, Auszeichnungen, Anmerkungen) | Höchstplatzierung, Gesamtwochen, AuszeichnungChartplatzierungen (Jahr, Titel, Musiklabel, Platzierungen, Wochen, Auszeichnungen, Anmerkungen) | Höchstplatzierung, Gesamtwochen, AuszeichnungChartplatzierungen (Jahr, Titel, Musiklabel, Platzierungen, Wochen, Auszeichnungen, Anmerkungen) | Höchstplatzierung, Gesamtwochen, AuszeichnungChartplatzierungen (Jahr, Titel, Musiklabel, Platzierungen, Wochen, Auszeichnungen, Anmerkungen) | Höchstplatzierung, Gesamtwochen, AuszeichnungChartplatzierungen (Jahr, Titel, Musiklabel, Platzierungen, Wochen, Auszeichnungen, Anmerkungen) | Höchstplatzierung, Gesamtwochen, AuszeichnungChartplatzierungen (Jahr, Titel, Musiklabel, Platzierungen, Wochen, Auszeichnungen, Anmerkungen) | Anmerkungen                |
| Jahr | Titel Musiklabel               | DE | AT | CH | UK | US | IE | Anmerkungen                |
| ---- | ------------------------------ | --- | --- | --- | --- | --- | --- | -------------------------- |
| 2011 | Homecoming – Live at the Aviva | — | — | — | UK24 (8 Wo.)UK | — | IE— PlatinIE | Erstveröffentlichung: 2011 |

## Promoveröffentlichungen
Promo-Singles
- 2011: If You Ever Come Back
- 2015: Man on a Wire
- 2017: Arms Open

## Statistik

### Chartauswertung
|                     | DE    | AT    | CH    | UK    | US    | IE    |
| ------------------- | ----- | ----- | ----- | ----- | ----- | ----- |
| Nummer-eins-Alben   | DE—DE | AT—AT | CH—CH | UK6UK | US—US | IE8IE |
| Top-10-Alben        | DE—DE | AT—AT | CH3CH | UK8UK | US2US | IE8IE |
| Alben in den Charts | DE7DE | AT5AT | CH7CH | UK8UK | US5US | IE8IE |

|                       | DE    | AT    | CH    | UK     | US    | IE     |
| --------------------- | ----- | ----- | ----- | ------ | ----- | ------ |
| Nummer-eins-Singles   | DE2DE | AT1AT | CH—CH | UK1UK  | US—US | IE3IE  |
| Top-10-Singles        | DE—DE | AT2AT | CH2CH | UK4UK  | US—US | IE6IE  |
| Singles in den Charts | DE8DE | AT6AT | CH9CH | UK16UK | US6US | IE18IE |

|                          | DE    | AT    | CH    | UK    | US    | IE    |
| ------------------------ | ----- | ----- | ----- | ----- | ----- | ----- |
| Nummer-eins-Videoalben   | DE—DE | AT—AT | CH—CH | UK—UK | US—US | IE—IE |
| Top-10-Videoalben        | DE—DE | AT—AT | CH—CH | UK—UK | US—US | IE—IE |
| Videoalben in den Charts | DE—DE | AT—AT | CH—CH | UK1UK | US—US | IE—IE |

### Auszeichnungen für Musikverkäufe
| Land/RegionAuszeichnungen für Musikverkäufe (Land/Region, Auszeichnungen, Verkäufe, Quellen) | Silber     | Gold       | Platin         | Verkäufe    | Quellen              |
| -------------------------------------------------------------------------------------------- | ---------- | ---------- | -------------- | ----------- | -------------------- |
| Australien (ARIA)                                                                            | —          | 3× Gold3   | 29× Platin29   | 2.135.000   | aria.com.au          |
| Belgien (BRMA)                                                                               | —          | Gold1      | —              | 15.000      | ultratop.be          |
| Brasilien (PMB)                                                                              | —          | —          | 3× Platin3     | 180.000     | pro-musicabr.org.br  |
| Dänemark (IFPI)                                                                              | —          | 6× Gold6   | 10× Platin10   | 420.000     | ifpi.dk              |
| Deutschland (BVMI)                                                                           | —          | 2× Gold2   | 3× Platin3     | 2.050.000   | musikindustrie.de    |
| Europa (IFPI)                                                                                | —          | —          | Platin1        | (1.000.000) | ifpi.org             |
| Finnland (IFPI)                                                                              | —          | Gold1      | —              | 5.524       | ifpi.fi              |
| Irland (IRMA)                                                                                | —          | —          | 14× Platin14   | 199.000     | irishcharts.ie       |
| Italien (FIMI)                                                                               | —          | 3× Gold3   | 4× Platin4     | 275.000     | fimi.it              |
| Neuseeland (RMNZ)                                                                            | —          | Gold1      | 23× Platin23   | 577.500     | radioscope.co.nz NZ2 |
| Niederlande (NVPI)                                                                           | —          | 2× Gold2   | Platin1        | 110.000     | nvpi.nl              |
| Norwegen (IFPI)                                                                              | —          | —          | 6× Platin6     | 60.000      | ifpi.no              |
| Österreich (IFPI)                                                                            | —          | Gold1      | —              | 15.000      | ifpi.at              |
| Philippinen (PARI)                                                                           | —          | Gold1      | —              | 7.500       | pari.com.ph          |
| Schweden (IFPI)                                                                              | —          | Gold1      | 5× Platin5     | 220.000     | sverigetopplistan.se |
| Schweiz (IFPI)                                                                               | —          | —          | 2× Platin2     | 60.000      | hitparade.ch         |
| Singapur (RIAS)                                                                              | —          | Gold1      | —              | 5.000       | rias.org.sg          |
| Spanien (Promusicae)                                                                         | —          | 2× Gold2   | 2× Platin2     | 180.000     | elportaldemusica.es  |
| Vereinigte Staaten (RIAA)                                                                    | —          | 2× Gold2   | 6× Platin6     | 7.000.000   | riaa.com             |
| Vereinigtes Königreich (BPI)                                                                 | 4× Silber4 | 4× Gold4   | 25× Platin25   | 13.970.000  | bpi.co.uk            |
| Insgesamt                                                                                    | 4× Silber4 | 31× Gold31 | 134× Platin134 |             |                      |